# صايع بحر (فلم)
صايع بحر فيلم مصري من إنتاج عام 2004، إخراج علي رجب وتأليف بلال فضل وبطولة الفنان أحمد حلمي وشاركته البطولة الفنانة ياسمين عبد العزيز.
تاريخ عرض الفيلم يوافق عيد الأضحى 1424 هـ.

## قصة الفيلم
يتناول الفيلم قصة حنتيرة (أحمد حلمي) الشاب العاطل والذي يعمل بائعا متجولا على أرصفة الإسكندرية ومعه صديقيه (ريكو) و(محمود عبد المغني) والظروف الصعبة التي تواجههم في الحياة ويحب نعمة (ياسمين عبد العزيز) بائعة القماش ويحبها ويحاول أن يسرق رجل غني ليتزوجها لضغوط أم نعمة عليه ولكنه يلقاه ميت فيهرب ويتهم بالقتل وبهذه الفترة تخطب نعمة لشخص آخر ولكنه يهرب من السجن ويحضر الرجل الحقيقي الذي قتل الرجل الغني لأنه رآه وفي الآخر يتزوج نعمة

## بطولة
- أحمد حلمي
- ياسمين عبد العزيز
- أحمد راتب
- ريكو
- محمود عبد المغني
- لانا سعيد
- خيرية أحمد
- سعاد نصر
- لطفي لبيب
- زيزي مصطفى
- سعيد طرابيك
- فاروق فلوكس
- رضا حامد
- فؤاد خليل
- غريب محمود
- يوسف عيد
- حسن الديب
- حسن كامي

## روابط خارجية
- مقالات تستعمل روابط فنية بلا صلة مع ويكي بيانات

1. ↑  صايع بحر (فلم) في قاعدة بيانات الأفلام العربية
2. ↑  "معلومات عن صايع بحر (فيلم) على موقع elfilm.com". elfilm.com. مؤرشف من الأصل في 2017-07-20.
3. ↑  "معلومات عن صايع بحر (فيلم) على موقع imdb.com". imdb.com. مؤرشف من الأصل في 2017-02-11.
4. ↑  الأحد المقبل أول أيام عيد الأضحى. السعودية: الوقوف على جبل عرفات في 31 من الشهر الجاري